# Lodewijk III van Beieren
Lodewijk Leopold Jozef Maria Alois Alfred, Duits; Ludwig Luitpold Josef Maria Aloys Alfried (München, 7 januari 1845 — Sárvár, Hongarije, 18 oktober 1921) was van 1912 tot 1913 prins-regent en daarna tot 1918 de laatste koning van Beieren. Hij was de zoon van prins-regent Luitpold en Augusta Ferdinande van Oostenrijk, dochter van Leopold II van Toscane.

## Leven
Hij studeerde te München rechten en land- en bosbouwkunde en werd op 23 juni 1863 lid van het Hogerhuis. In 1866 nam hij aan Oostenrijkse zijde deel aan de Pruisisch-Oostenrijkse Oorlog, waarin hij op 25 juli bij Helmstadt gewond raakte. Op 20 februari 1868 trad hij te Wenen in het huwelijk met Maria Theresia Henriëtte van Oostenrijk-Este, kleindochter van Frans IV van Modena.
Hij volgde in 1912 zijn vader op als regent voor de geesteszieke koning Otto I. Op 5 november 1913 nam hij na een grondwetsverandering volgens de wens van de Beierse regering de koningstitel aan, hoewel Otto nog in leven was. Als koning stimuleerde hij landbouw, vervoer en kunst. Zijn heerschappij had voorts een sterk conservatief en katholiek stempel. Zijn sociale politiek was sterk beïnvloed door de encycliek Rerum Novarum die paus Leo XIII in 1891 had gepubliceerd.
Aan de Eerste Wereldoorlog nam hij zo min mogelijk deel, al verzette hij zich sinds 1917 wel tegen het beleid van Erich Ludendorff. Desondanks verloor hij zich in irreële dromen van gebiedsuitbreiding: hij wenste Elzas-Lotharingen en de Palts op de linker Rijnoever te annexeren, of, volgens een alternatief idee, België. De koning was overigens een weinig martiale figuur. Hij stond erom bekend dat hij altijd lange pantalons droeg die dan in plooien over zijn rijlaarzen vielen. Hij had daarom de bijnaam Ludwig der Faltenreiche.
Ondanks zijn houding was het idee dat de weinig charismatische koning zich al te gemakkelijk door de oorlogszuchtige Wilhelm II had laten meeslepen in Beieren wijdverbreid. Tot zijn grote verrassing werd Lodewijk in de Beierse Revolutie door Kurt Eisner voor afgezet verklaard. Hij deed geen troonsafstand, maar ontsloeg zijn beambten wel van hun eed van trouw en verliet het land. De rest van zijn leven bracht hij, verbitterd en hopend op een terugkeer, door in ballingschap. Hij stierf op 18 oktober 1921 in het Hongaarse Sárvár.

## Kinderen
Uit zijn huwelijk met Maria Theresia Henriëtte van Oostenrijk-Este werden de volgende kinderen geboren:
- Rupprecht Maria Luitpold Ferdinand (18 mei 1869 - 2 augustus 1955), kroonprins
- Adelgunde Marie Augusta Theresia (17 oktober 1870 - 4 januari 1958) ∞ Willem van Hohenzollern
- Maria Ludovika Theresia (6 juli 1872 - 10 juni 1954) ∞ Ferdinand van Bourbon
- Karel Maria Luitpold (1 april 1874 - 9 mei 1927)
- Frans Maria Luitpold (10 oktober 1875 - 25 januari 1957) ∞ Isabella van Croÿ
- Marthilde Theresia Henriette Christine Luitpolda (17 augustus 1877 - 6 augustus 1906) ∞ Lodewijk Gaston van Saksen-Coburg en Gotha
- Wolfgang Maria Leopold (2 juli 1879 -31 januari 1895)
- Hildegarde Maria Christina Theresia (5 maart 1881 - 2 februari 1948)
- Notburga Karolina Maria Theresia (19 maart 1883 - 25 maart 1883)
- Wiltrud Marie Alix (10 november 1884 - 28 maart 1975) ∞ Willem van Urach
- Helmtrudis Marie Amalia (22 maart 1886 - 23 juni 1977)
- Dietlinde Maria Theresia Josepha Adelgunde (2 januari 1888 - 15 februari 1889)
- Gundelinde Maria Josepha (26 augustus 1891 - 16 augustus 1983) ∞ Johann Georg von Preysing-Lichtenegg-Moos

## Voorouders
| Voorouders van Lodewijk III van Beieren (1845-1921) | Voorouders van Lodewijk III van Beieren (1845-1921)                                               | Voorouders van Lodewijk III van Beieren (1845-1921)                                               | Voorouders van Lodewijk III van Beieren (1845-1921)                                                        | Voorouders van Lodewijk III van Beieren (1845-1921)                                                        | Voorouders van Lodewijk III van Beieren (1845-1921)                                  | Voorouders van Lodewijk III van Beieren (1845-1921)                                  | Voorouders van Lodewijk III van Beieren (1845-1921)                              | Voorouders van Lodewijk III van Beieren (1845-1921)                              |
| --------------------------------------------------- | ------------------------------------------------------------------------------------------------- | ------------------------------------------------------------------------------------------------- | --- | --- | ------------------------------------------------------------------------------------ | ------------------------------------------------------------------------------------ | -------------------------------------------------------------------------------- | -------------------------------------------------------------------------------- |
| Overgrootouders                                     | Maximiliaan I Jozef van Beieren (1756-1825) ∞ Augusta Wilhelmina van Hessen-Darmstadt (1765-1796) | Maximiliaan I Jozef van Beieren (1756-1825) ∞ Augusta Wilhelmina van Hessen-Darmstadt (1765-1796) | Frederik van Saksen-Altenburg (1763-1834) ∞ Charlotte Georgine Louise van Mecklenburg-Strelitz (1769-1818) | Frederik van Saksen-Altenburg (1763-1834) ∞ Charlotte Georgine Louise van Mecklenburg-Strelitz (1769-1818) | Ferdinand III van Toscane (1769-1824) ∞ Louisa Maria van Bourbon-Sicilië (1773-1802) | Ferdinand III van Toscane (1769-1824) ∞ Louisa Maria van Bourbon-Sicilië (1773-1802) | Maximiliaan van Saksen (1759-1838) ∞ Carolina van Parma (1770-1804)              | Maximiliaan van Saksen (1759-1838) ∞ Carolina van Parma (1770-1804)              |
| Grootouders                                         | Lodewijk I van Beieren (1786-1868) ∞ Theresia van Saksen-Hildburghausen (1792-1854)               | Lodewijk I van Beieren (1786-1868) ∞ Theresia van Saksen-Hildburghausen (1792-1854)               | Lodewijk I van Beieren (1786-1868) ∞ Theresia van Saksen-Hildburghausen (1792-1854)                        | Lodewijk I van Beieren (1786-1868) ∞ Theresia van Saksen-Hildburghausen (1792-1854)                        | Leopold II van Toscane (1797-1870) ∞ Maria Anna van Saksen (1799-1832)               | Leopold II van Toscane (1797-1870) ∞ Maria Anna van Saksen (1799-1832)               | Leopold II van Toscane (1797-1870) ∞ Maria Anna van Saksen (1799-1832)           | Leopold II van Toscane (1797-1870) ∞ Maria Anna van Saksen (1799-1832)           |
| Ouders                                              | Luitpold van Beieren (1821-1912) ∞ Augusta Ferdinande van Oostenrijk (1825-1864)                  | Luitpold van Beieren (1821-1912) ∞ Augusta Ferdinande van Oostenrijk (1825-1864)                  | Luitpold van Beieren (1821-1912) ∞ Augusta Ferdinande van Oostenrijk (1825-1864)                           | Luitpold van Beieren (1821-1912) ∞ Augusta Ferdinande van Oostenrijk (1825-1864)                           | Luitpold van Beieren (1821-1912) ∞ Augusta Ferdinande van Oostenrijk (1825-1864)     | Luitpold van Beieren (1821-1912) ∞ Augusta Ferdinande van Oostenrijk (1825-1864)     | Luitpold van Beieren (1821-1912) ∞ Augusta Ferdinande van Oostenrijk (1825-1864) | Luitpold van Beieren (1821-1912) ∞ Augusta Ferdinande van Oostenrijk (1825-1864) |

Frederik Karel van Pruisen · Frederik III van Pruisen · Eberhard Herwarth von Bittenfeld · Karl Friedrich von Steinmetz · Helmuth von Moltke · Albert van Saksen · Albrecht von Roon · Edwin von Manteuffel · Leonhard von Blumenthal · George van Saksen · Albert van Pruisen · Albrecht van Oostenrijk · Frans Jozef I van Oostenrijk · Alfred von Waldersee · Gottlieb von Haeseler · Wilhelm von Hahnke · Walter von Loë · Arthur van Connaught en Strathearn · Carol I van Roemenië · Max von Bock und Pollach · Alfred von Schlieffen · Colmar von der Goltz · George V van het Verenigd Koninkrijk · Frederik August III van Saksen · Constantijn I van Griekenland · Paul von Hindenburg · Karl von Bülow · Frederik van Oostenrijk · August von Mackensen · Lodewijk III van Beieren · Willem II van Württemberg · Rupprecht van Beieren · Leopold van Beieren · Albrecht van Württemberg · Ferdinand I van Bulgarije · Mehmed V van het Ottomaanse Rijk · Franz Conrad von Hötzendorf · Karel I van Oostenrijk · Hermann von Eichhorn · Remus von Woyrsch · August van Württemberg
- Bibliothèque nationale de France: cb14976564s (data)
- Gemeinsame Normdatei: 118729373
- International Standard Name Identifier: 0000 0000 2739 3271
- Library of Congress Control Number: n88036641
- Nationale Bibliotheek van Israël: 987007276901105171
- Nationale Bibliotheek van Polen: a0000001182486
- Nederlandse Thesaurus van Auteursnamen: 070693579
- Istituto Centrale per il Catalogo Unico: MUSV040083
- Système universitaire de documentation: 190791616
- Virtual International Authority File: 62343805
- WorldCat: E39PBJyGQXkR7Bp9t9GjhXh8md